# Dragan Mrđa
Dragan Mrđa (in serbo Драган Мрђа?; Vršac, 23 gennaio 1984) è un ex calciatore serbo, di ruolo attaccante.

## Carriera

### Club
Nato a Vršac, comincia a giocare in una piccola squadra locale, prima di trasferirsi a Belgrado, dove viene notato dalla Stella Rossa che lo tessera e lo fa giocare nelle giovanili. Con l'apporto dei suoi gol la Stella Rossa vince il campionato giovanile. Nel 2002 passa nella prima squadra, dove rimane fino al 2005, quando passa in Belgio con il Lierse, prima e il Zulte Waregem poi.
Nell'estate del 2007 si trasferisce in Russia, al Chimki, dove resta per una sola stagione prima di tornare in patria al Vojvodina Novi Sad. Nel 2010 si trasferisce al Sion, in Svizzera, firmando un contratto della durata di 3 anni. Con l'ausilio dei suoi gol, il Sion vince la Coppa di Svizzera 2010-2011.

### Nazionale
Con la Serbia Under-21 ha partecipato agli Europei Under-21 2007, classificandosi al 2º posto e realizzando il gol nella finale con l'Olanda che però non bastò alla conquista del trofeo.
È stato convocato con la sua nazionale da Radomir Antić per il campionato mondiale del 2010 in Sudafrica.

## Palmarès

### Club
- Campionato serbomontenegrino: 1

Stella Rossa: 2003-2004
- Coppa di Serbia: 1

Stella Rossa: 2003-2004
- Coppa Svizzera: 1

Sion: 2010-11
- Campionato serbo: 1

Stella Rossa: 2013-2014
- J. League Division 2: 2

Ardija: 2015
Bellmare: 2017

### Individuale
- Capocannoniere del Campionato serbo: 2

2009-2010 (22 reti), 2013-2014 (19 reti)

## Statistiche

### Cronologia presenze e reti in nazionale
| Cronologia completa delle presenze e delle reti in nazionale ― Serbia | Cronologia completa delle presenze e delle reti in nazionale ― Serbia | Cronologia completa delle presenze e delle reti in nazionale ― Serbia | Cronologia completa delle presenze e delle reti in nazionale ― Serbia | Cronologia completa delle presenze e delle reti in nazionale ― Serbia | Cronologia completa delle presenze e delle reti in nazionale ― Serbia | Cronologia completa delle presenze e delle reti in nazionale ― Serbia | Cronologia completa delle presenze e delle reti in nazionale ― Serbia |
| Data                                                                  | Città                                                                 | In casa                                                               | Risultato                                                             | Ospiti                                                                | Competizione                                                          | Reti                                                                  | Note                                                                  |
| --------------------------------------------------------------------- | --------------------------------------------------------------------- | --------------------------------------------------------------------- | --------------------------------------------------------------------- | --------------------------------------------------------------------- | --------------------------------------------------------------------- | --------------------------------------------------------------------- | --------------------------------------------------------------------- |
| 19-11-2008                                                            | Belgrado                                                              | Serbia                                                                | 6 – 1                                                                 | Bulgaria                                                              | Amichevole                                                            | -                                                                     | 34’                                                                   |
| 14-12-2008                                                            | Adalia                                                                | Polonia                                                               | 1 – 0                                                                 | Serbia                                                                | Amichevole                                                            | -                                                                     | 46’                                                                   |
| 7-4-2010                                                              | Osaka                                                                 | Giappone                                                              | 0 – 3                                                                 | Serbia                                                                | Amichevole                                                            | 2                                                                     |                                                                       |
| 29-5-2010                                                             | Klagenfurt                                                            | Serbia                                                                | 0 – 1                                                                 | Nuova Zelanda                                                         | Amichevole                                                            | -                                                                     | 59’                                                                   |
| 2-6-2010                                                              | Kufstein                                                              | Polonia                                                               | 0 – 0                                                                 | Serbia                                                                | Amichevole                                                            | -                                                                     | 69’                                                                   |
| 5-6-2010                                                              | Belgrado                                                              | Serbia                                                                | 4 – 3                                                                 | Camerun                                                               | Amichevole                                                            | -                                                                     | 68’                                                                   |
| 11-8-2010                                                             | Belgrado                                                              | Serbia                                                                | 0 – 1                                                                 | Grecia                                                                | Amichevole                                                            | -                                                                     | 65’                                                                   |
| 12-10-2010                                                            | Genova                                                                | Italia                                                                | 3 – 0 tav                                                             | Serbia                                                                | Qual. Euro 2012                                                       | -                                                                     |                                                                       |
| 17-11-2010                                                            | Sofia                                                                 | Bulgaria                                                              | 0 – 1                                                                 | Serbia                                                                | Amichevole                                                            | -                                                                     | 46’                                                                   |
| 9-2-2011                                                              | Tel Aviv                                                              | Israele                                                               | 0 – 2                                                                 | Serbia                                                                | Amichevole                                                            | -                                                                     | 86’                                                                   |
| 11-10-2011                                                            | Maribor                                                               | Slovenia                                                              | 1 – 0                                                                 | Serbia                                                                | Qual. Euro 2012                                                       | -                                                                     |                                                                       |
| 11-11-2011                                                            | Santiago de Querétaro                                                 | Messico                                                               | 2 – 0                                                                 | Serbia                                                                | Amichevole                                                            | -                                                                     | 74’ 79’                                                               |
| 31-5-2014                                                             | Bridgeview                                                            | Panama                                                                | 1 – 1                                                                 | Serbia                                                                | Amichevole                                                            | -                                                                     | 78’                                                                   |
| 6-6-2014                                                              | San Paolo                                                             | Brasile                                                               | 1 – 0                                                                 | Serbia                                                                | Amichevole                                                            | -                                                                     | 86’                                                                   |
| Totale                                                                |                                                                       | Presenze                                                              | 14                                                                    |                                                                       | Reti                                                                  | 2                                                                     |                                                                       |